# Pinsdorf
Pinsdorf – miejscowość i gmina w Austrii, w kraju związkowym Górna Austria, w powiecie Gmunden. Liczy 3 807 mieszkańców.

## Współpraca
Miejscowość partnerska:
- Altdorf, Niemcy